# Sporting Mahonés
Sporting Mahonés was een Spaanse voetbalclub uit Mahón op Minorca, Balearen. Thuisstadion is Estadio Bintaufa, dat 3.000 plaatsen heeft. De club speelt sinds 2009/10 in de Segunda División B Grupo 3.  In 2012 werd de ploeg ontvonden

## Geschiedenis
Sporting Mahonés ontstond op 17 juli 1974 uit een fusie van Club Deportivo Menorca en Unión Deportiva Mahón. De club begon in de regionale divisies en in 1977 promoveerde het naar de Tercera División, waarin Sporting Mahonés de meeste seizoenen speelde. Uitzondering was de periode 1987 tot 1993, toen de club uitkwam in de Segunda División B. In 2009 promoveerde Sporting Mahonés opnieuw naar de Segunda B.

## Gewonnen prijzen
- Regionale kampioen Tercera División: 1987

## Bekende spelers
- Vicente Engonga